# Ischyropsalis kollari
Espèce
Synonymes
- Ischyropsalis bosnica Roewer, 1914
- Ischyropsalis triglavensis Hadži, 1931
- Ischyropsalis danubia Roewer, 1950
- Ischyropsalis nivalis Roewer, 1950
- Ischyropsalis reimoseri Roewer, 1950
- Ischyropsalis scutata Roewer, 1950
- Ischyropsalis segregata Roewer, 1950
- Ischyropsalis spinichelis Roewer, 1950
- Ischyropsalis strasseri Roewer, 1950
- Ischyropsalis styriaca Roewer, 1950
- Ischyropsalis tirolensis Roewer, 1950
- Ischyropsalis troglodytes Roewer, 1950

Ischyropsalis kollari est une espèce d'opilions dyspnois de la famille des Ischyropsalididae.

## Distribution
Cette espèce se rencontre en Autriche, en Slovénie et en Italie dans les Alpes.

## Description
Les mâles mesurent de 4,3 à 6,8 mm et les femelles de 6,4 à 7,7 mm.

## Systématique et taxinomie
Cette espèce a été décrite par C. L. Koch en 1839.
Ischyropsalis bosnica, Ischyropsalis triglavensis, Ischyropsalis danubia, Ischyropsalis nivalis, Ischyropsalis reimoseri, Ischyropsalis scutata, Ischyropsalis segregata, Ischyropsalis spinichelis, Ischyropsalis strasseri, Ischyropsalis styriaca, Ischyropsalis tirolensis et Ischyropsalis troglodytes ont été placées en synonymie par Martens en 1969.

## Étymologie
Cette espèce est nommée en l'honneur de Vincenz Kollar.

## Publication originale
- C. L. Koch, 1839 : Übersicht des Arachnidensystems. Nürnberg, Heft 2, p. 1-38 (texte intégral).